# Марш Республики

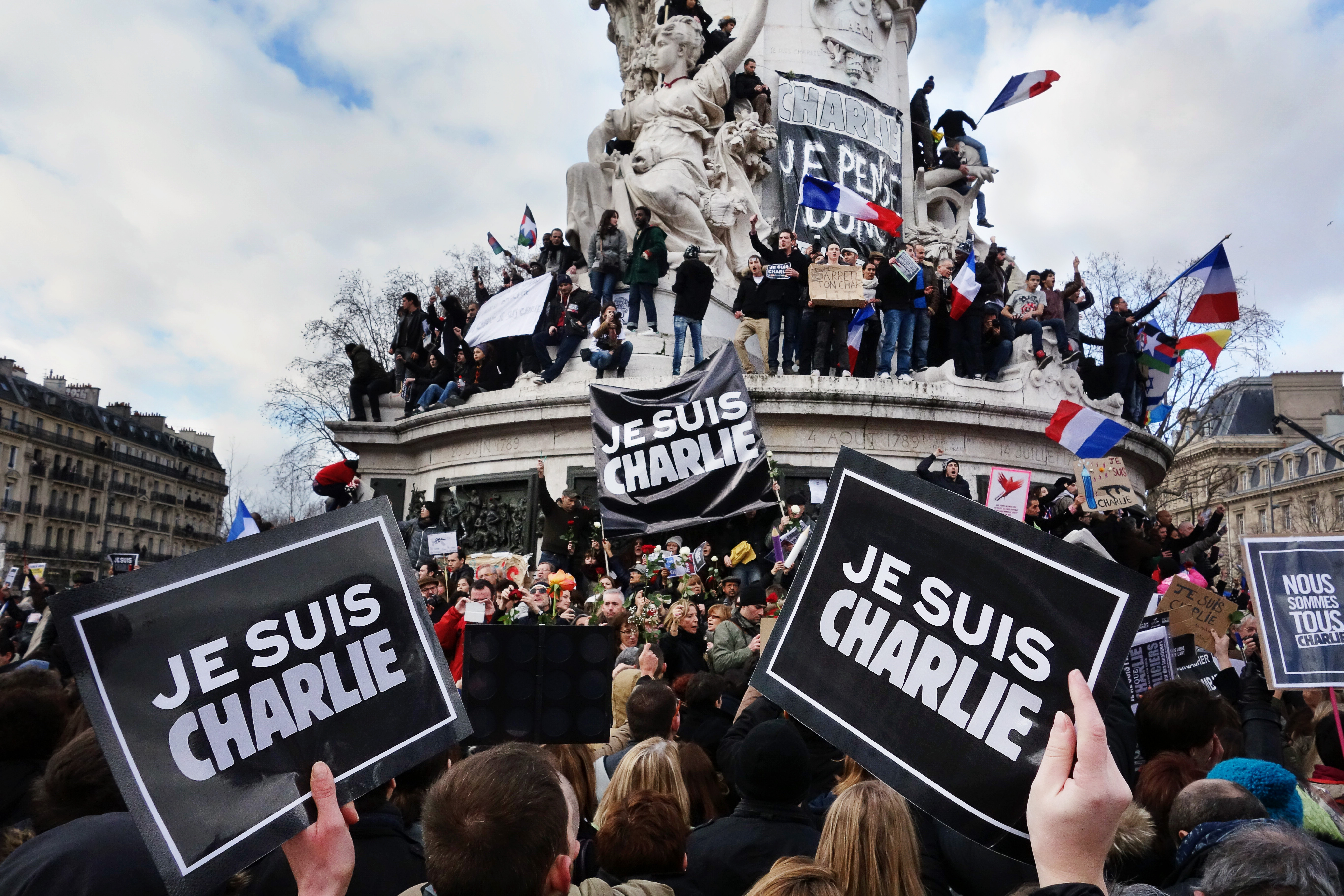
Демонстрации на Площади Республики, Париж, 11 января 2015 года

Марш Республики (фр. marches républicaines) — серия массовых выступлений в крупных городах Франции, 10-11 января 2015 года. Выступления были посвящены памяти погибших журналистов и карикатуристов Charlie Hebdo, а также памяти погибших в инциденте с заложниками в магазине Porte de Vincennes и в поддержку свободы слова. В общей сложности в акциях приняли участие до 3,7 миллиона человек, что делает их самыми массовыми с 1944 года, когда прошли выступления в честь освобождения Парижа от нацистов и окончания Второй мировой войны.
Политики в Париже 11 января 2015 года прошли по переулку к площади Леона Блюма, отдельно от марша, потом это отметила немецкая печать.